# الدار (المحويت)

تعديل مصدري - تعديل

الدار هي إحدى قرى عزلة المجاديل بمديرية المحويت التابعة لمحافظة المحويت، بلغ تعداد سكانها 188 نسمة حسب تعداد اليمن لعام 2004.